# Rosse vleermuis
De rosse vleermuis of vroegvlieger (Nyctalus noctula) is een vleermuis uit de familie der gladneuzen (Vespertilionidae). Het is een van de grotere vleermuizen in Europa.

## Beschrijving
De vacht is helder rossig bruin van kleur met een goudachtige gloed in de zomer. De onderzijde is iets lichter van kleur. De oren, snuit en vleugels zijn donkerbruin. De tragus van het dier is klein en niervormig.
De kop-romplengte is circa 6 tot 8 centimeter en het gewicht 19 tot 40 gram. De onderarm wordt 47 tot 58 millimeter lang en de spanwijdte is 320 tot 450 millimeter. De oren worden 15 tot 21 millimeter lang en 14 tot 17 millimeter breed.
De rosse vleermuis heeft een geluidsfrequentie van 20 tot 25 kHz.

## Gedrag
De rosse vleermuis vliegt vaak voor zonsondergang uit (vandaar de naam "vroegvlieger") en maakt gedurende de nacht tot drie jachtvluchten, vaak tot na zonsopgang. Ze vliegen hoog (10 tot 40 meter hoog) en snel (tot vijftig kilometer per uur).
Ze jagen vaak in zwermen. De voornaamste prooi zijn grotere insecten (bijvoorbeeld krekels), die ze in de vlucht vangen en eten. Soms vangen ze ook prooi van de grond. Ook kleine vliegjes worden gevangen. Ze jagen voornamelijk boven moerassen, open water, vochtige weilanden en bosranden. Waarschijnlijk heeft ieder individu een favoriet foerageergebied, dat tot 20 kilometer van de verblijfplaats kan liggen.
In West-Europa zijn het zomer- en winterverblijf niet ver van elkaar verwijderd, maar in Oost-Europa maken ze in groepjes lange trektochten, waarbij ze 500 tot 1600 kilometer ver trekken. Ze leggen per dag 20 tot 40 kilometer af, waarbij stukken ook overdag worden afgelegd. Soms jagen ze dan samen met zwaluwen.
De rosse vleermuis wordt maximaal twaalf jaar oud. Veel dieren sterven in te koude winters. Toch kan de rosse vleermuis voor korte tijd temperaturen rond het vriespunt doorstaan. Er zijn gevallen bekend waarbij spreeuwen rosse vleermuizen uit een verblijfplaats jaagden, en zelfs enkele dieren hebben gedood.

### Voortplanting en sociaal gedrag
De paartijd loopt van augustus tot oktober, waarbij de mannetjes solitair gaan leven, en een paarplaats vestigen, die ze verdedigen tegen andere mannetjes. Deze paarplaats bevindt zich meestal in een holle boom. De ingang wordt gemarkeerd met een stinkende afscheiding. Vier tot vijf vrouwtjes bezoeken deze plaats, waar ze enige dagen verblijven. Sommige mannetjes weten rond de twintig vrouwtjes te lokken met een lokroep. Ook voeren ze baltsgedrag uit in de bomen. Buiten de paartijd leven mannetjes in kleine groepen.
De winterslaap duurt van oktober en november tot maart, begin april, waarbij tot duizend dieren samen overwinteren in gemengde groepen. De dieren hangen niet los, maar zitten vaak naast elkaar. De paartijd kan in de winter doorgaan. Tijdens de winterslaap paren de mannetjes met slapende vrouwtjes. Hierbij kunnen meerdere mannetjes een vrouwtje bevruchten. Als de omstandigheden gunstig zijn, kan het dier blijven jagen gedurende de winter.
In het midden van mei vormen de vrouwtjes kraamgroepjes, bestaande uit twintig tot veertig, soms tot meer dan zeventig vrouwtjes. De groepjes wisselen regelmatig van verblijfplaats. Als de vrouwtjes jongen hebben, worden deze meegedragen.
In juni en juli worden de jongen geboren, na een draagtijd van 70 tot 73 dagen. Meestal wordt één jong geboren, maar tweelingen komen regelmatig voor. Een enkele keer wordt een drieling geboren. Meerlingen zijn vaak het gevolg van meerdere paringen, en de jongen hebben meestal verschillende vaders. De jongen worden in een crèche achtergelaten als de moeder gaat jagen.
De jongen zijn bij de geboorte kaal, roze en blind en wegen 7,5 gram. Na drie tot zes dagen gaan de ogen open. Na 14 dagen zijn de jongen bedekt met zilvergrijs haar, dat na 36 dagen verandert in bruin haar. Na een week of vier kunnen de jongen vliegen. Na zes weken worden ze gespeend en na 5 tot 7 weken zijn ze onafhankelijk. Rond deze tijd breekt het volwassen gebit door. Jonge dieren zijn donkerder gekleurd dan volwassenen.
De vrouwtjes zijn geslachtsrijp na drie maanden, in de eerste herfst, maar de meeste dieren zijn geslachtsrijp in de tweede herfst, als ze rond de vijftien maanden oud zijn.

## Verspreiding en leefgebied
De rosse vleermuis is een algemene vleermuis in het grootste deel van Europa. Hij komt niet voor in het noorden van Scandinavië, Ierland en Schotland. Ook komt hij voor in Klein-Azië zuidwaarts tot Israël en Oman en oostwaarts in de Kaukasus, Kazachstan, Zuidwest-Siberië, de Himalaya, Zuid-China, Vietnam en op het schiereiland Malakka. Met name in bossen en parken komen ze voor, voornamelijk in laagland, maar tot 1920 meter hoogte. Twee Oost-Aziatische soorten, Nyctalus furvus uit Noord-Honshu (Japan) en Nyctalus plancyi uit Oost-China en Taiwan, worden soms tot dezelfde soort gerekend.
De verblijfplaats van de rosse vleermuis is vaak een boomholte, bijvoorbeeld spleten in oude bomen of verlaten spechtenholen. Deze holte bevindt zich vaak tot 20 meter boven de grond. Een enkele keer maken ze gebruik van gebouwen, rotsspleten en vleermuiskasten. Zelden komen ze in grotten voor. Hij overwintert in holle bomen, rotsspleten, gebouwen en bruggen.
In Nederland is de rosse vleermuis voornamelijk boven de rivieren aan te treffen, maar de kans is niet groot, aangezien de dieren niet talrijk zijn in dit gebied. Ook in Vlaanderen is de soort nog algemeen, maar veel gegevens wijzen er op dat de soort sterk achteruit is gegaan.
In de Doolhoflaan op het landgoed Kernhem, aan de noordkant van Ede, is een vleermuisreservaat gevestigd ten behoeve van de aldaar levende kolonie rosse vleermuizen Omdat de aanwezige oude beuken afsterven, vermindert het aantal geschikte holtes. Gepoogd wordt door het plaatsen van vleermuiskastjes deze afname van geschikte holtes te compenseren.